# Aleksandra Zabelina
Aleksandra Ivanovna Zabelina (en russe : Александра Ивановна Забелина), née le 11 mars 1937 à Moscou et morte le 27 mars 2022, est une escrimeuse soviétique pratiquant le fleuret. 
Elle remporte dans les années 1960 et 1970 trois titres olympiques par équipes, sept titres mondiaux par équipes et deux titres mondiaux individuels.

## Palmarès
- Jeux olympiques
  -  Médaille d'or par équipes aux Jeux olympiques d'été de 1960 à Rome
  -  Médaille d'or par équipes aux Jeux olympiques d'été de 1968 à Mexico
  -  Médaille d'or par équipes aux Jeux olympiques d'été de 1972 à Munich

- Championnats du monde
  -  Médaille d'or individuel aux championnats du monde 1957 à Paris
  -  Médaille d'or individuel aux championnats du monde 1967 à Montréal
  -  Médaille d'or par équipes aux championnats du monde 1956 à Londres
  -  Médaille d'or par équipes aux championnats du monde 1958 à Philadelphie
  -  Médaille d'or par équipes aux championnats du monde 1961 à Turin
  -  Médaille d'or par équipes aux championnats du monde 1963 à Dantzig
  -  Médaille d'or par équipes aux championnats du monde 1966 à Moscou
  -  Médaille d'or par équipes aux championnats du monde 1970 à Ankara
  -  Médaille d'or par équipes aux championnats du monde 1971 à Vienne
  -  Médaille d'argent en individuel aux Championnats du monde 1966 à Moscou
  -  Médaille d'argent par équipes aux championnats du monde 1959 à Budapest
  -  Médaille d'argent par équipes aux championnats du monde 1961 à Turin
  -  Médaille d'argent par équipes aux championnats du monde 1962 à Buenos Aires
  -  Médaille d'argent par équipes aux championnats du monde 1967 à Montréal
  -  Médaille d'argent par équipes aux championnats du monde 1969 à La Havane